# زخرفة أندلسية
الزخرفة الأندلسية هي عمارة إسلامية ذات طابع خاص يظهر جليًا في عمارة المساجد والمدارس الدينية وفن النحت وصناعة المعادن والسيراميك التي تحتاج مستوىً عاليًا من الدقة والحرفية. والعمارة الإسلامية لا ترتكز على ما سبق فقط، بل هي عمارة حضارية توجد في مختلف مناحي الحياة كبناء القصور والأسبلة والأسواق والمتاجر، وبناء السدود والقناطر، وأضرحة المقابر ومن بين العمارة الإسلامية تبرز العمارة الأندلسية بطابعها الخاص وطرازها المتميز؛ فقد اتسمت فترة حكم المسلمين للأندلس بتطور كبير في شتى مناحي الحياة خصوصًا في الهندسة والبناء والعمارة، فالفن الأندلسي تطور خلال تلك الحقبة وكان له طابعه الأصيل المتميز عن الفنون الأخرى. وكان لاتصال الأندلس بالمشرق العربي دوره البارز في دعم هذا التطور، إضافةً إلى الاستقرار السياسي الذي شهدته الأندلس إبّان عصر الإمارة الأموية (138-317هـ)؛ الذي ساهم كثيرًا في تطور حركة العمران حتى أصبح للفن المعماري الأندلسي طرازه الخاص به الذي يستطيع الإنسان معرفته وتمييزه بسهولة من بين الأساليب المعمارية الأخرى. وفي عهد الخلافة الأموية (317-423هـ) شهدت الأندلس رخاءً اقتصاديًا انعكس على تطور حركة العمران فشهدت الأندلس تقدمًا كبيرًا في الإعمار وبناء المدن نحو مدينة الزهراء التي أمر ببنائها الخليفة عبد الرحمن الثالث.

## مدينة قرطبة

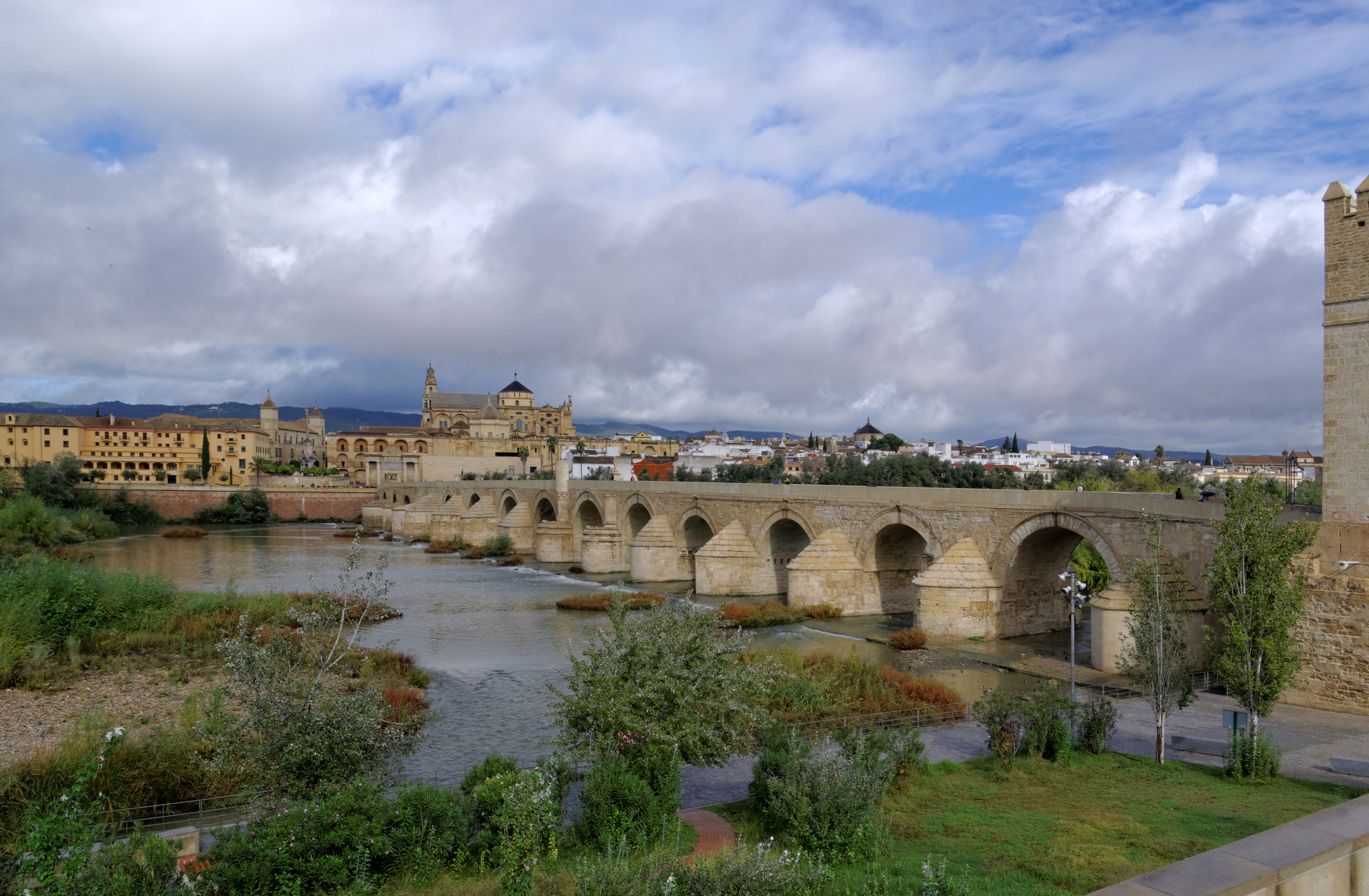
قنطرة الوادي، قرطبة

في عصر الإمارة الأموية في الأندلس أنشأ رابع ولاة الأندلس السمح بن مالك الخولاني قصر الإمارة في قرطبة، ثم توالى إنشاء القصور فيها، فشيّد عبد الرحمن الداخل قصوره المعروفة بالروضة والزهراء والكامل والمبارك، وأنشأ دواوين الدولة، ومباني الإدارة التي عُرفت ببيت المال وبيت الوزراء وبيت الأحفاد، وكان لقرطبة سور يحيط بها له أبواب كثيرة من أهمها باب الوادي الذي يؤدي إلى قنطرة الوادي.
وفي قرطبة يقول أحد علماء الأندلس:

### جامع قرطبة

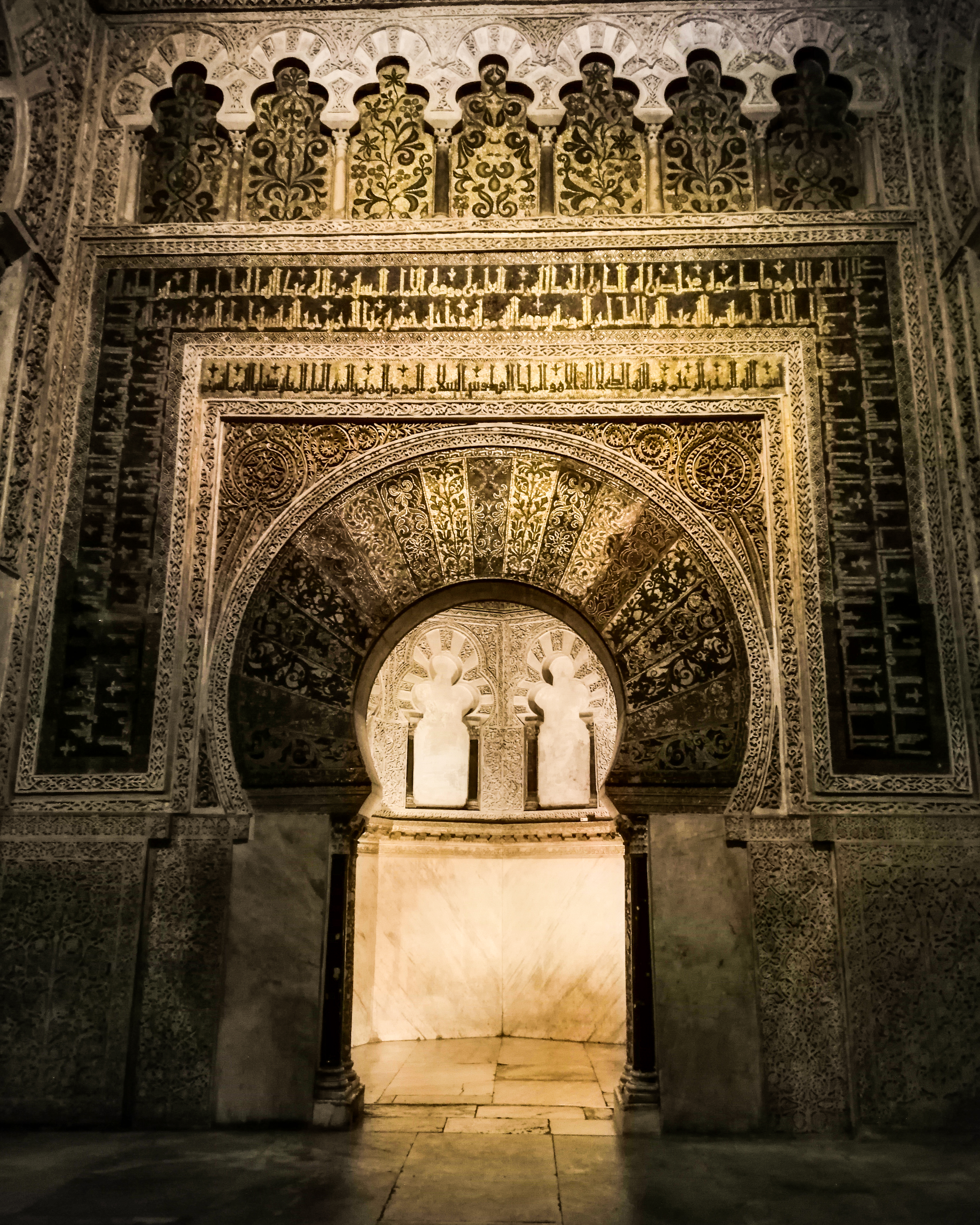
محراب جامع قرطبة

في عام 169هـ / 785م أسس الأمير عبد الرحمن الداخل جامع قرطبة الكبير، ثم أخذ هذا الجامع يتوسع بعد ذلك في زمن هشام الأول وفي زمن عبد الرحمن الثاني وفي زمن حمد بن أبي عامر وزير هشام الثاني، ولعل أهم ما يميز جامع قرطبة الكبير محرابه المكون من غرفة لها بوابة جميلة الزخارف وأقواس على شكل حدوة الحصان، وأقواس مزدوجة منحت الجامع شخصية متميزة عن بقية الجوامع.

## مدينة الزهراء
أراد عبد الرحمن الثالث إنشاء مقر جديد للخلافة يواكب ما تشهده الأندلس من تطور وازدهار فأنشأ مدينة الزهراء على بعد 8 كم غرب قرطبة، وأُنشِئَت على ثلاثة أقسام أو أحياء: القسم الأول به القصور والمساكن والأسواق، والقسم الثاني به الحدائق والرياض، والقسم الثالث به الحمامات والحانات والحُراس، وامتاز قصر عبد الرحمن الثالث بفوارة ماء زُينت حوافها بالتماثيل، وفي كل جانب من جوانب القصر ثمانية أبواب، انعقد كل باب على حنايا من العاج والأبنوس المُزين بالذهب وأعمدة من الرخام الملون.
وعن الزهراء يقول الشاعر الأندلسي ابن زيدون:

## قصر الكازار
بُنِيَ قصر الكازار في مدينة إشبيلية في زمن الموحدين عام 597ه، ثم أُعيدَ بنائه في عام 755ه بأمر من الملك بطرس الصارم، ولقصر الكازار بهو كبير يتوسطه صفان من الأعمدة الرخامية وعلى القصر قبة مصنوعة من الخشب ومزينة بالزخرفة والنقوش، وكذلك حيطان القصر مزينة بنقوش من المقرنصات الجبسية الدقيقة، وفي الأعلى فتحات تسمح بمرور الهواء والضوء من خلالها، وأعظم أقسام قصر الكازار قاعة الاستقبال والتي تُسمى أيضًا قاعة السفراء وهي مربعة الشكل فوقها قبة من الخشب المزخرف، وفي كل جهة من جهات القاعة عمودان من المرمر يحملان مقصورة جميلة.

## برج الخيرالدا

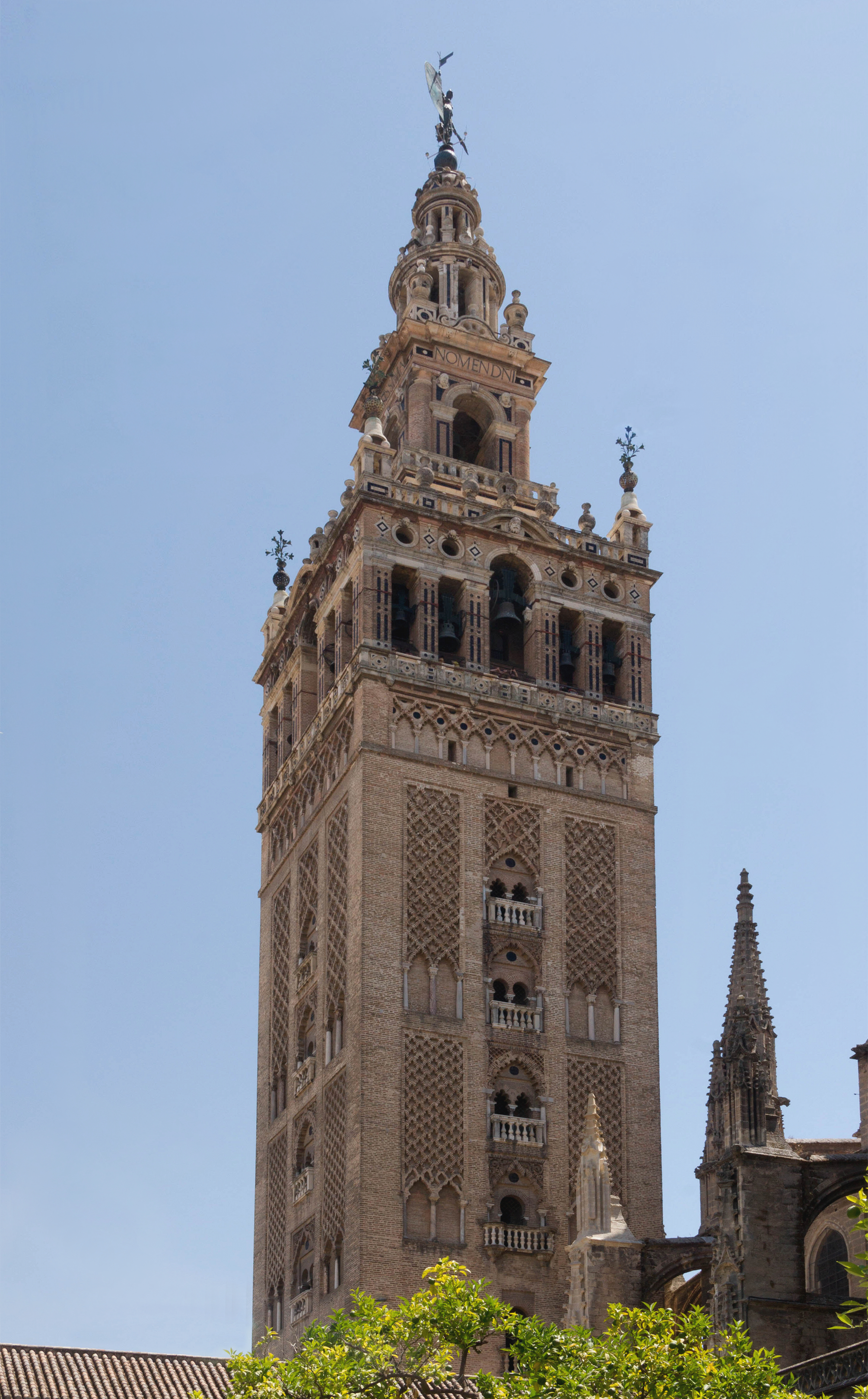
برج الخيرالدا

ومن آثار الموحدين في إشبيلية أيضًا برج الخيرالدا أو صومعة الخيرالدا أو مئذنة الخيرالدا، وقد بنى هذا البرج السلطان يعقوب بن يوسف المنصوري عام 581هـ ليكون مئذنةً لجامع إشبيلية، ويتميز هذا البرج بالقناطر المسننة الجميلة التي لم يكن يعرفها الطراز القوطي المسنن من قبل، أما الترتيب الداخلي لبناء البرج فهو ذات الترتيب الذي استخدمه العرب في بناء الأبراج في بلاد المغرب، فبناء البرج مربع الشكل يصل الصاعد إلى مصطبته العليا عن طريق متدرج يدور حول نواة البرج وفي أعلى البرج تاج قنديلي مربع، كما يتميز البرج بعناصره الزخرفية المتمثلة في الأقواس المسدودة التي تحيط بالنوافذ.

## قصر الحمراء

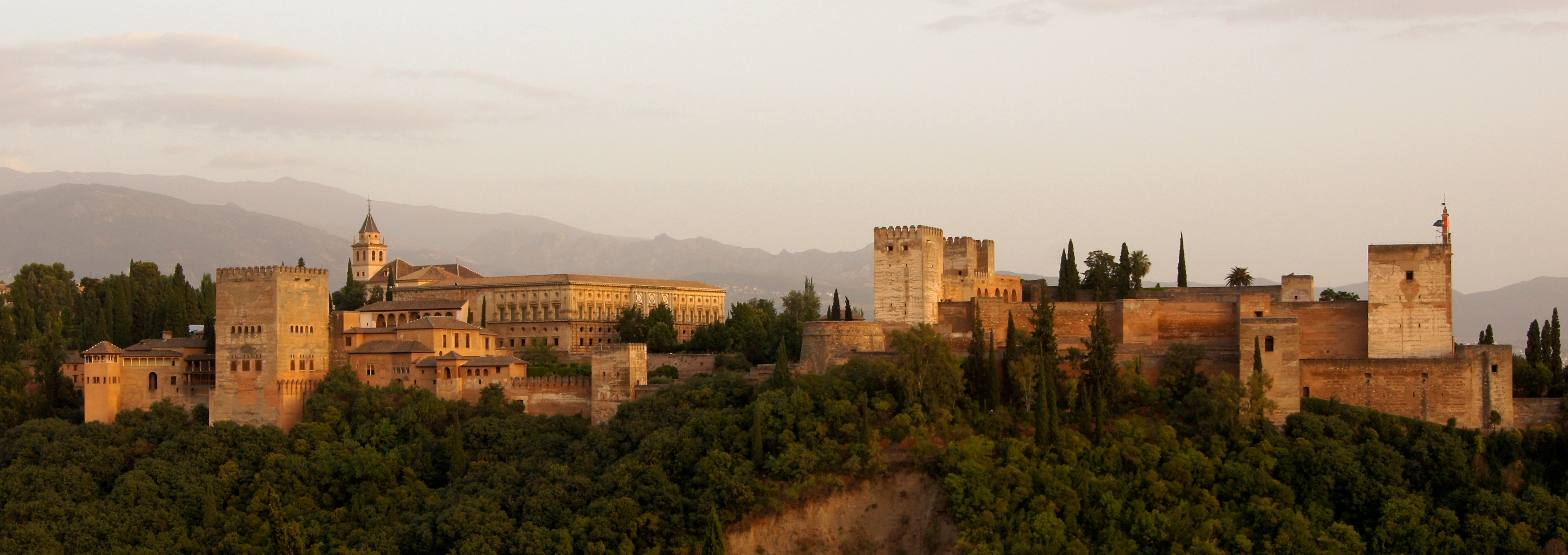
قصر الحمراء

في الجزء الجنوبي لمدينة غرناطة بنى محمد بن يوسف بن نصير بن الأحمر عام 647هـ داره الشهيرة التي عُرفت بقصر الحمراء، حيث بُني القصر على أنقاض قلعة قديمة في هضبة مرتفعة؛ وقد سُميت القلعة بالحمراء نسبة للون الحجارة التي بُنيت منها، وبعد محمد بن يوسف قام ثلاثة خلفاء بتوسيع القصر وزيادة زينته وزرفته حتى أضحى آيةً هندسيةً فنيةً قل نظيرها في إسبانيا وأوروبا، ويمثل قصر الحمراء أوج الزخرفة الأندلسية العربية بما اشتمل عليه من بدائع الزخرفة والأفاريز ذات النقوش العربية والأشكال المقرنصة المختلفة والإفراط في التزويق بالفسيفساء، وتشير الكتابات المنقوشة على جدران القصر إلى أن معظم الزخارف الداخلية أُنشِئَت في عهد أبي الحجاج يوسف (734-751ه) الذي أتم بناء قصر الحمراء.

### أقسام قصر الحمراء
ينقسم قصر الحمراء إلى ثلاثة أقسام:

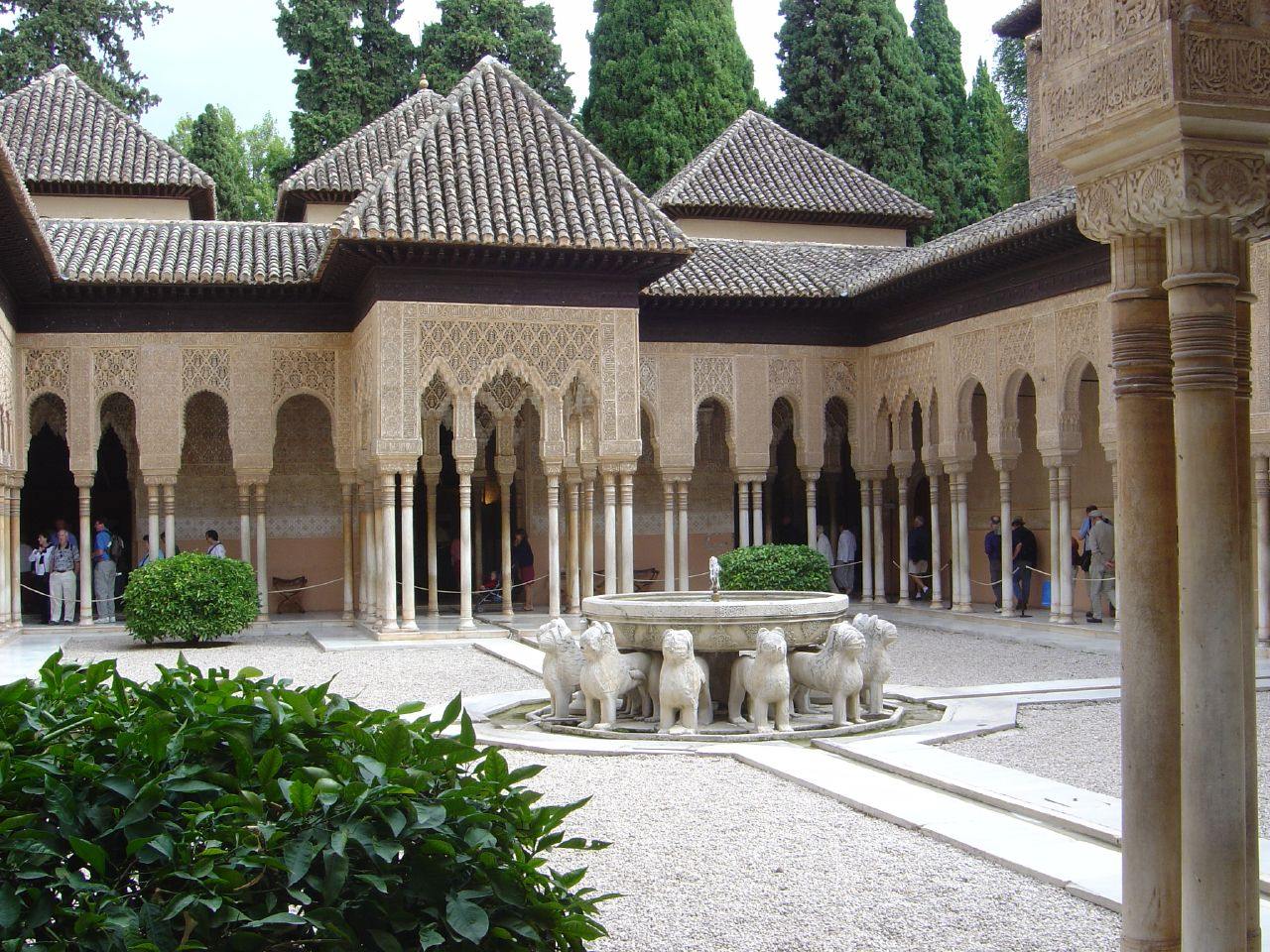
قصر الحمراء

- القسم الأول: ويُعرف بالمشور وفيه يعقد الملك مجلسه
- القسم الثاني: ويشمل الديوان وقلعة العرش وفيه تتم الاستقبالات الرسمية
- القسم الثالث: وهو قسم الحريم حيث يضم المساكن الخاصة بالملوك ونسائهم

ومن أبدع أجزاء القصر:
- قاعة السفراء: وهي أكبر وأفخم قاعة في القصر، وتقع في برج قمارش، مربعة الشكل تظللها قبة خشبية ذات نقوش مذهبة، وتشمل حيطان القاعة على نقوش في غاية الإبداع والإتقان.

- صحن السباع: وهو أكثر أجزاء القصر شهرةً، وتحيط به بانكات من العقود مزينة بالنقوش، وتتوسطه فسقية رخامية تتكون من عدة أحواض، أكبر حوض يقوم على اثني عشر تمثالًا من تماثيل الأسود المصنوعة من الرخام، يخرج من فم كل تمثال فوارة ماء.

- حمام القصر: ويشتمل الحمام على فسقية رخامية محاطة بأربعة أعمدة من المرمر تحمل السقف، وفي الطابق العلوي للحمام شرفات مزخرفة بالنقوش المذهبة، كما تشمل قبة الحمام على فتحات للإضاءة مثبت فيها قطع من الزجاج الملون.

- سور القصر: الهضبة التي بُني عليها قصر الحمراء محاطة بسور ارتفاعه عشرة أمتار تقريبًا تعلوه عدة أبراج، وعندما يصعد الزائر متبعًا مجرى نهر حدره يرى أمامه أسوار الحمراء متصلة بعضها ببعض، فإذا ما عبر النهر وسلك الطريق الصخري يرى أسوار الحمراء عن يمينه، وعن شماله الطريق الذي يأخذه إلى قصر جنة العريف المشرف على مدينة غرناطة حيث كان ملوك العرب يرقبون بأعينهم كل ما يجري فيها وهم في القصر.

زخارف قصر الحمراء